# Тоні Турек
Антон «Тоні» Турек (нім. Anton „Toni“ Turek; 18 січня 1919, Дуйсбург — 11 травня 1984, Нойс) — німецький футболіст, що грав на позиції воротаря.
Виступав, зокрема, за «Фортуну» (Дюссельдорф), а також національну збірну ФРН, у складі якої став чемпіоном світу 1954 року.

## Клубна кар'єра
Вихованець футбольної школи клубу «Дуйсбургер». Починав грати в «Айнтрахті Дуйсбург». Подавав великі надії, на думку деяких, вважався одним з найперспективніших воротарів Німеччини. Але все зіпсувала війна. У 1939 році Турек увійшов до Польщі. В 1943 році Тоні дивом не загинув під Орлом, але все одно потрапив в госпіталь. Після виходу з госпіталю потрапив на західний фронт і був полонений американськими військами, які його відпустили.
Після повернення додому грав за «Айнтрахт» та «Фортуну».
Завершив професійну ігрову кар'єру у клубі «Боруссія» (Менхенгладбах), за команду якого виступав протягом 1956—1957 років. Після цього працював клерком у банку.

## Виступи за збірну
1950 року дебютував в офіційних матчах у складі національної збірної Німеччини.
У складі збірної був учасником чемпіонату світу 1954 року у Швейцарії, здобувши того року титул чемпіона світу. 35-річний Турек був основним голкіпером збірної. Він зіграв майже всі матчі, а у фіналі відбив удар Золтана Цибора, після якого коментатор Герберт Циммерман назвав його «богом футболу». Пізніше він повинен був вибачитися за цей коментар, тому що церква скаржилася на порівняння футболіста з Богом.
Всього протягом кар'єри у національній команді, яка тривала 5 років, Турек провів у формі головної команди країни 20 матчів і пропустив 27 голів.

## Подальше життя
У серпні 1973 року його вразив параліч ніг, з яким Турек боровся 11 років. Помер 11 травня 1984 року на 66-му році життя у місті Нойс.
4 липня 2014 року, рівно через 60 років після легендарної німецької перемоги на чемпіонаті світу в Берні, поруч з Esprit-ареною у Дюссельдорфі була встановлена в натуральну величину бронзова статуя Тоні Турека.

## Титули і досягнення
- Чемпіон світу: 1954